# Sers (Charente)
Pour les articles homonymes, voir Sers.
Sers (prononcé [sɛʁ]  ; Sert en occitan) est une commune du Sud-Ouest de la France, située dans le département de la Charente (région Nouvelle-Aquitaine).
Ses habitants sont les Sersois et les Sersoises.

## Géographie

### Localisation et accès
Sers est une commune du pays d'Horte et Tardoire située à 14 km au sud-est d'Angoulême, dont elle fait partie de l'aire urbaine.
Le bourg de Sers est aussi à 6 km au nord-est de Dignac, 6 km au sud-est de Sainte-Catherine, 13 km au nord de Villebois-Lavalette, le chef-lieu de son canton, 16 km au sud-ouest de Montbron et 16 km au sud de La Rochefoucauld.
La commune de Sers est comprise entre la D 4, route d'Angoulême à Nontron, qui passe à 2,5 km au nord, et la D 939, route d'Angoulême à Périgueux, qui passe 4 km à l'ouest, routes qui se rejoignent près de Sainte-Catherine. La route principale de la commune est la D 25, de Charras à Angoulême, qui dessert le bourg et rejoint la D 4 au nord-ouest, ainsi que transversalement la D 73 entre Vouzan et Dignac. La D 87 traverse l'ouest de la commune à 2 km du bourg et longe la vallée de l'Échelle.

### Hameaux et lieux-dits
Les principaux hameaux sont : Jean de Sers au nord-est du bourg, Roches au sud-ouest, dominant la vallée de l'Échelle et au sud du Logis de Nanteuil, le Coussadeau plus au sud, Charbontière à la sortie de la commune en direction de Rougnac, etc..

### Communes limitrophes
| Garat  | Bouëx   |         |
| Dirac  | Sers    | Vouzan  |
| Dignac | Rougnac | Grassac |

### Géologie et relief
La commune est située dans le calcaire du Bassin aquitain qui occupe les trois quarts ouest de la Charente, qui date ici principalement du Crétacé.
Le Jurassique, qui occupe la moitié nord du département, apparaît sur une petite zone de la vallée de l'Échelle à l'extrême nord de la commune, sous la forme du Jurassique supérieur (Oxfordien et Kimméridgien).
Le calcaire crétacé s'étage entre le Cénomanien au nord dans les parties basses, puis l'Angoumien (dit aussi Turonien) qui occupe la grande partie de la commune, et enfin le Coniacien et Santonien dans une minuscule partie sud.
L'Angoumien forme une cuesta regardant vers le nord, entre le logis de Nanteuil, le bourg et Jean de Sers, escarpement qu'on retrouve entre Grassac et le plateau d'Angoulême, limitant la zone crétacée de la moitié sud de la Charente.
Ce plateau est toutefois recouvert par endroits de dépôts du Tertiaire, sous forme de sable argileux, galets quartzeux, silex. Ces zones pauvres, situées en hauteur et souvent boisées (pin maritime et châtaignier), sont appelées localement landes ou brandes. Sur la commune, cela concerne la bordure orientale et les sommets au sud (à plus de 170 m d'altitude),,.
Sers est à la lisière de la forêt d'Horte au sud. Le relief de la commune est celui de collines boisées et assez élevées, d'une altitude moyenne de 150 m. La vallée de l'Échelle et ses vallées affluentes creusent assez profondément ce plateau. Le point culminant de la commune est à une altitude de 220 m, situé en limite sud près de Beaulieu, mais les hauteurs dépassant les 170 m sont réparties sur toute la surface communale. Le point le plus bas est à 82 m, situé sur l'Échelle au moulin de Baillarge. Le bourg est à environ 160 m d'altitude.

### Hydrographie

#### Réseau hydrographique

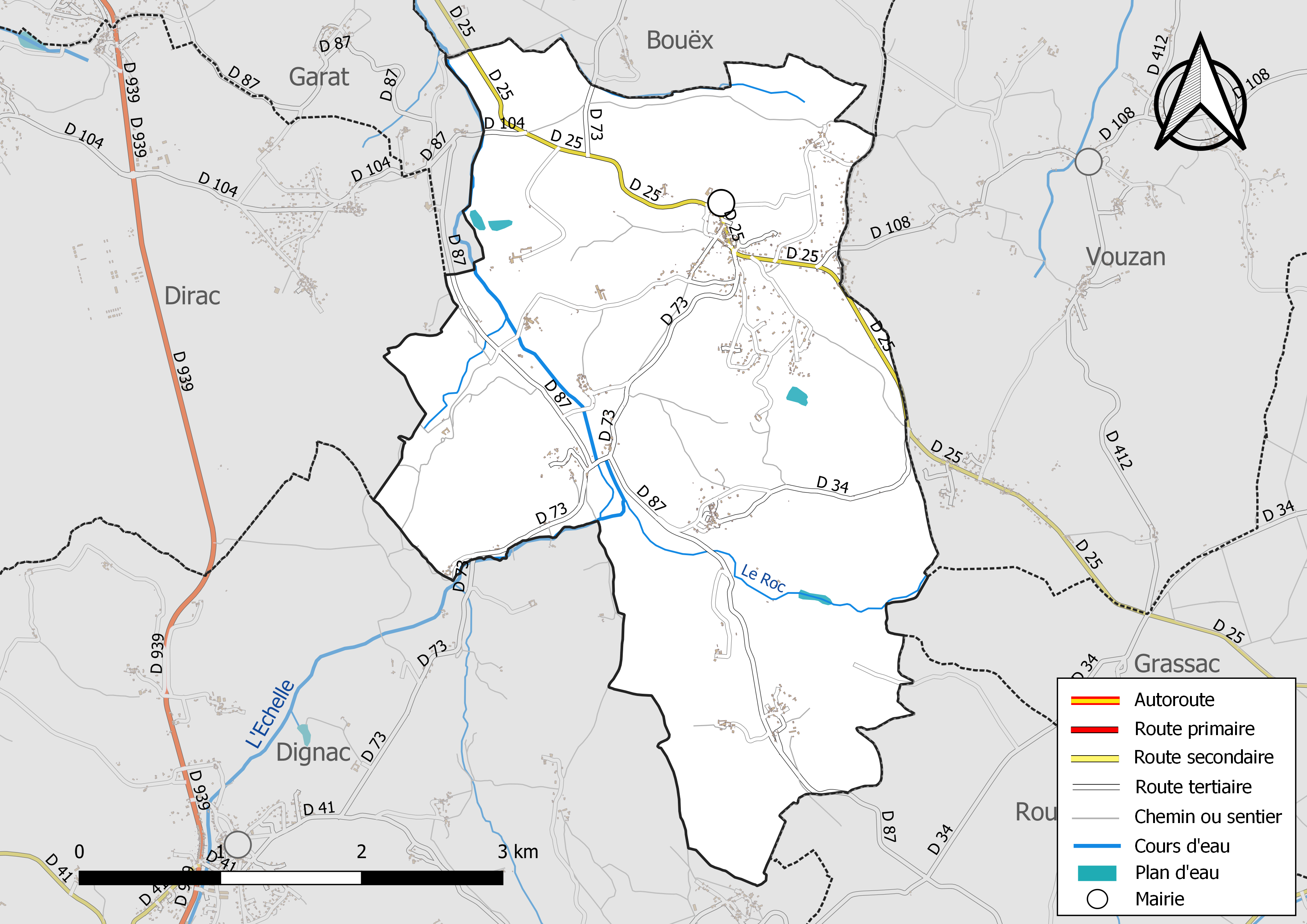
Réseaux hydrographique et routier de Sers.

La commune est située dans le bassin versant de la Charente au sein du Bassin Adour-Garonne. Elle est drainée par l'Echelle, le Roc et par deux petits cours d'eau, qui constituent un réseau hydrographique de 9 km de longueur totale,.
Le bourg de Sers est situé sur une hauteur, à l'est de la vallée de l'Échelle, affluent principal de la Touvre, qui traverse la commune et qui prend sa source près du bourg de Dignac.
En raison du relief assez prononcé, quelques ruisseaux dont certains sont permanents affluent vers l'Échelle : le ruisseau de Bellevau en rive gauche, et les ruisseaux du Roc et de Charbontière au sud, en rive droite.

#### Gestion des eaux
Le territoire communal est couvert par le schéma d'aménagement et de gestion des eaux (SAGE) « Charente ». Ce document de planification, dont le territoire correspond au bassin de la Charente, d'une superficie de 9 300 km2, a été approuvé le 19 novembre 2019. La structure porteuse de l'élaboration et de la mise en œuvre est l'établissement public territorial de bassin Charente. Il définit sur son territoire les objectifs généraux d’utilisation, de mise en valeur et de protection quantitative et qualitative des ressources en eau superficielle et souterraine, en respect des objectifs de qualité définis dans le troisième SDAGE  du Bassin Adour-Garonne qui couvre la période 2022-2027, approuvé le 10 mars 2022.

### Climat
Comme dans les trois quarts sud et ouest du département, le climat est océanique aquitain.

## Urbanisme

### Typologie
Au 1er janvier 2024, Sers est catégorisée commune rurale à habitat dispersé, selon la nouvelle grille communale de densité à 7 niveaux définie par l'Insee en 2022.
Elle est située hors unité urbaine. Par ailleurs la commune fait partie de l'aire d'attraction d'Angoulême, dont elle est une commune de la couronne,. Cette aire, qui regroupe 94 communes, est catégorisée dans les aires de 50 000 à moins de 200 000 habitants,.

### Occupation des sols
L'occupation des sols de la commune, telle qu'elle ressort de la base de données européenne d’occupation biophysique des sols Corine Land Cover (CLC), est marquée par l'importance des forêts et milieux semi-naturels (57 % en 2018), en diminution par rapport à 1990 (59,8 %). La répartition détaillée en 2018 est la suivante : 
forêts (57 %), prairies (15,9 %), zones agricoles hétérogènes (11,2 %), zones urbanisées (8,5 %), terres arables (7,4 %). L'évolution de l’occupation des sols de la commune et de ses infrastructures peut être observée sur les différentes représentations cartographiques du territoire : la carte de Cassini (XVIIIe siècle), la carte d'état-major (1820-1866) et les cartes ou photos aériennes de l'IGN pour la période actuelle (1950 à aujourd'hui).

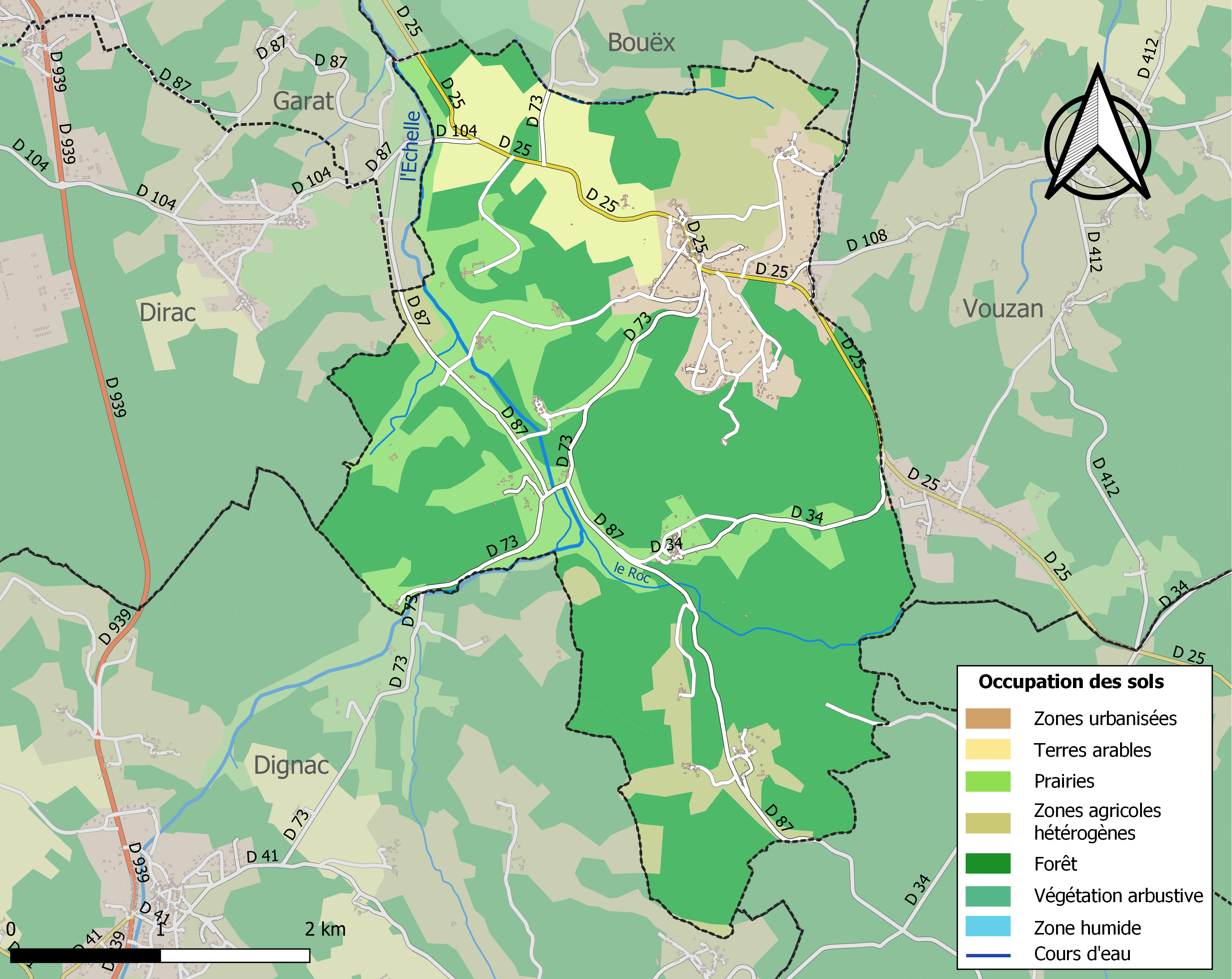
Carte des infrastructures et de l'occupation des sols de la commune en 2018 (CLC).

### Risques majeurs
Le territoire de la commune de Sers est vulnérable à différents aléas naturels : météorologiques (tempête, orage, neige, grand froid, canicule ou sécheresse) et séisme (sismicité faible). Il est également exposé à un risque technologique,  le transport de matières dangereuses. Un site publié par le BRGM permet d'évaluer simplement et rapidement les risques d'un bien localisé soit par son adresse soit par le numéro de sa parcelle.

#### Risques naturels

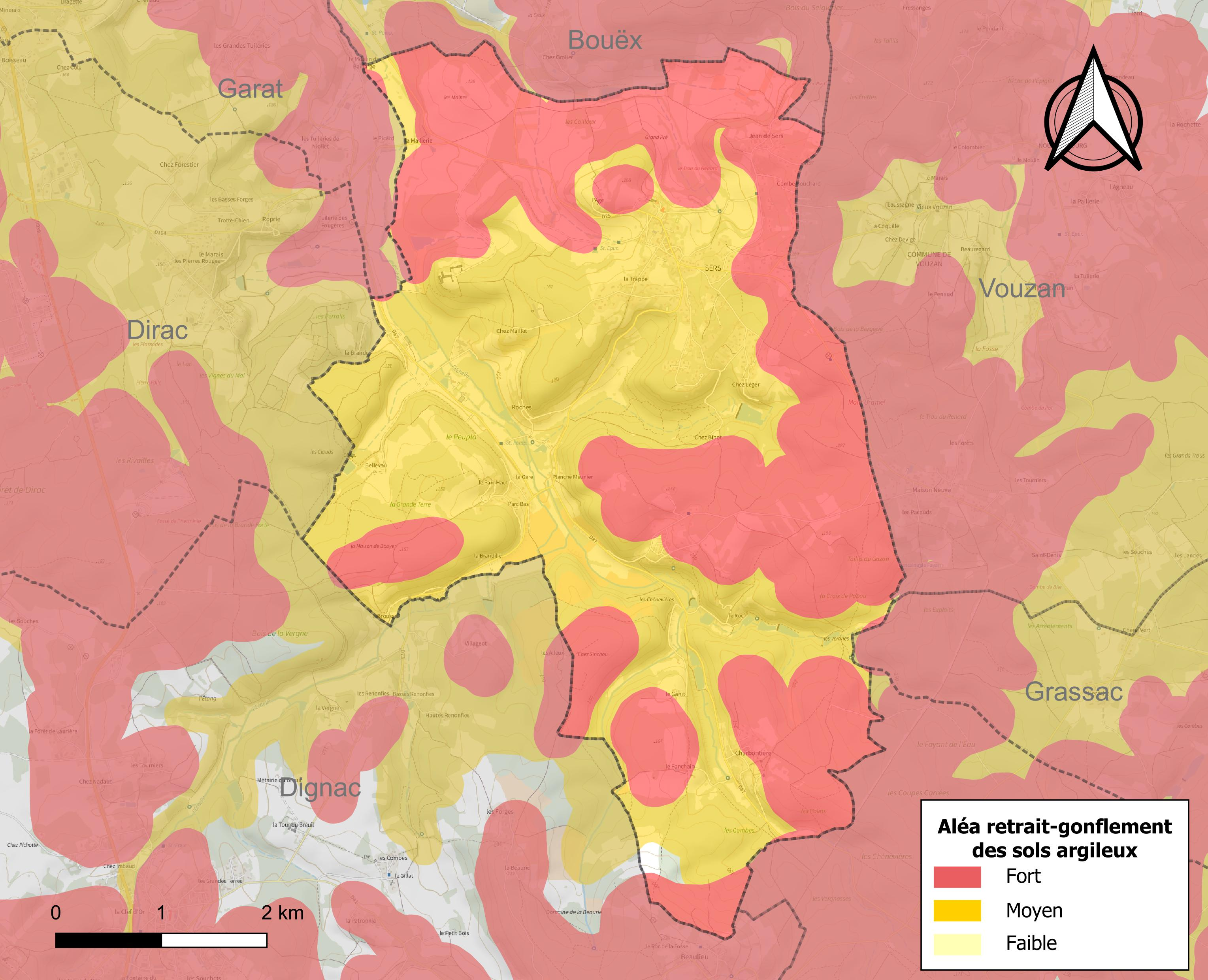
Carte des zones d'aléa retrait-gonflement des sols argileux de Sers.

Le retrait-gonflement des sols argileux est susceptible d'engendrer des dommages importants aux bâtiments en cas d’alternance de périodes de sécheresse et de pluie. 99,6 % de la superficie communale est en aléa moyen ou fort (67,4 % au niveau départemental et 48,5 % au niveau national). Sur les 424 bâtiments dénombrés sur la commune en 2019,  424 sont en aléa moyen ou fort, soit 100 %, à comparer aux 81 % au niveau départemental et 54 % au niveau national. Une cartographie de l'exposition du territoire national au retrait gonflement des sols argileux est disponible sur le site du BRGM,.
Par ailleurs, afin de mieux appréhender le risque d’affaissement de terrain, l'inventaire national des cavités souterraines permet de localiser celles situées sur la commune.
La commune a été reconnue en état de catastrophe naturelle au titre des dommages causés par les inondations et coulées de boue survenues en 1982, 1983 et 1999. Concernant les mouvements de terrains, la commune a été reconnue en état de catastrophe naturelle au titre des dommages causés par la sécheresse en 1989, 2005, 2009 et 2011 et par des mouvements de terrain en 1999.

#### Risques technologiques
Le risque de transport de matières dangereuses sur la commune est lié à sa traversée par une ou des infrastructures routières ou ferroviaires importantes ou la présence d'une canalisation de transport d'hydrocarbures. Un accident se produisant sur de telles infrastructures est susceptible d’avoir des effets graves sur les biens, les personnes ou l'environnement, selon la nature du matériau transporté. Des dispositions d’urbanisme peuvent être préconisées en conséquence.

## Toponymie
Les formes anciennes latinisées sont Sertorovilla en 852, Sertis villa en 923, Sers, Sertis en 1110, Sertis vers 1300.
L'origine du nom de Sers remonterait au nom commun latin serta signifiant « guirlandes, clôture ».

### Limite dialectale
La commune est dans le domaine occitan (dialecte limousin), et marque la limite avec la langue d'oïl (domaine du saintongeais) à l'ouest.
Elle se nomme Sert en occitan.

## Histoire
Le gisement préhistorique du lieu-dit le Roc, plus connu sous le nom de Roc de Sers, situé en amont de la vallée de l'Échelle et dans une propriété privée, date du Paléolithique supérieur. Il montre l'ancienneté de l'occupation humaine.
Des vestiges antiques à la Prise de Vars, en bas de Jean de Sers, correspondraient à une villa romaine des IIe et IVe siècles, avec peut-être un mausolée circulaire à proximité. Un site à tegulae a aussi été trouvé à la Conche. Toutes ces découvertes sont probablement liées à une voie antique appelée chemin de la Chaussée, ancienne voie romaine de Périgueux à Poitiers par Montignac et Mansle, limitant la commune à l'est.
La chapelle troglodytique de Bellevau pourrait être un ermitage mérovingien contemporain de celui de saint Cybard d'Angoulême. Par la suite, sous l'Ancien Régime et encore au XXe siècle, la fontaine de ce lieu, dite Fontaine miraculeuse, était supposée guérir les enfants malades et on y venait en dévotion, parfois même depuis le Limousin et le Périgord voisins.
Le château situé à côté de l'église était au Moyen Âge le siège d'une seigneurie, qui dépendait de l'évêché d'Angoulême et de la baronnie de Marthon. Les anciens seigneurs de Sers sont connus depuis le XIIIe siècle, comme Élie Arnauld et Pierre Arnauld de Sers.
Au XVe siècle, Sers était possédé par la famille de La Tour, puis passa par mariage et héritage à Jean de Montalembert, qui devint seigneur de Sers, à condition que son premier-né prendrait le nom et les armes des de La Tour. Vers la fin du XVIIe siècle, Sers passa par mariage d'Anne de Montalembert à François Des Bordes, écuyer, seigneur de Gensac (ou Jansac), dont hérita plus tard son arrière-neveu, François du Chasteigner de La Rochepozay.
Dominant la vallée, le château de Nanteuil était aussi le siège d'une importante seigneurie, qui comme celle de Sers, relevait pour moitié de l'évêché d'Angoulême et de l'autre de la baronnie de Marthon. Elle appartenait entre le XVe et XVIIIe siècles à la famille de La Garde. Peu avant la Révolution, François Desbordes, déjà possesseur de la seigneurie de Sers, acquit ce domaine, vendu par les frères Cazeau, ruinés, qui en avaient hérité.
Dans les premières années du XVIe siècle, en 1514, une forge importante avait été établie à Planche Meunier par Vincent Hastelet, écuyer, seigneur de Limérac. Elle fut une des plus florissantes de l'Angoumois. Au début du XVIIIe siècle, elle devint la propriété de Pierre Dereix, qui la posséda jusqu'à sa mort en 1762. Son fils Jacques, criblé de dettes, ne put en continuer l'exploitation. L'activité canons a continué pour la fonderie de Ruelle jusqu'au début du XIXe siècle et ensuite une minoterie a été construite. Elle a cessé son activité.
La laiterie et fromagerie construite en 1896 à la place d'un ancien moulin à blé a fermé en 1990. Elle appartenait au groupe Lescure, de la laiterie de Claix.
Pendant la première moitié du XXe siècle, la commune était desservie par la ligne d'Angoulême à Ribérac et Périgueux qui passait dans la vallée de l'Échelle. La gare était située à Planche Meunier et desservait aussi Dignac.
À cette même époque, d'importantes foires se tenaient au bourg le 26 de chaque mois, dont témoigne encore la place.

## Administration

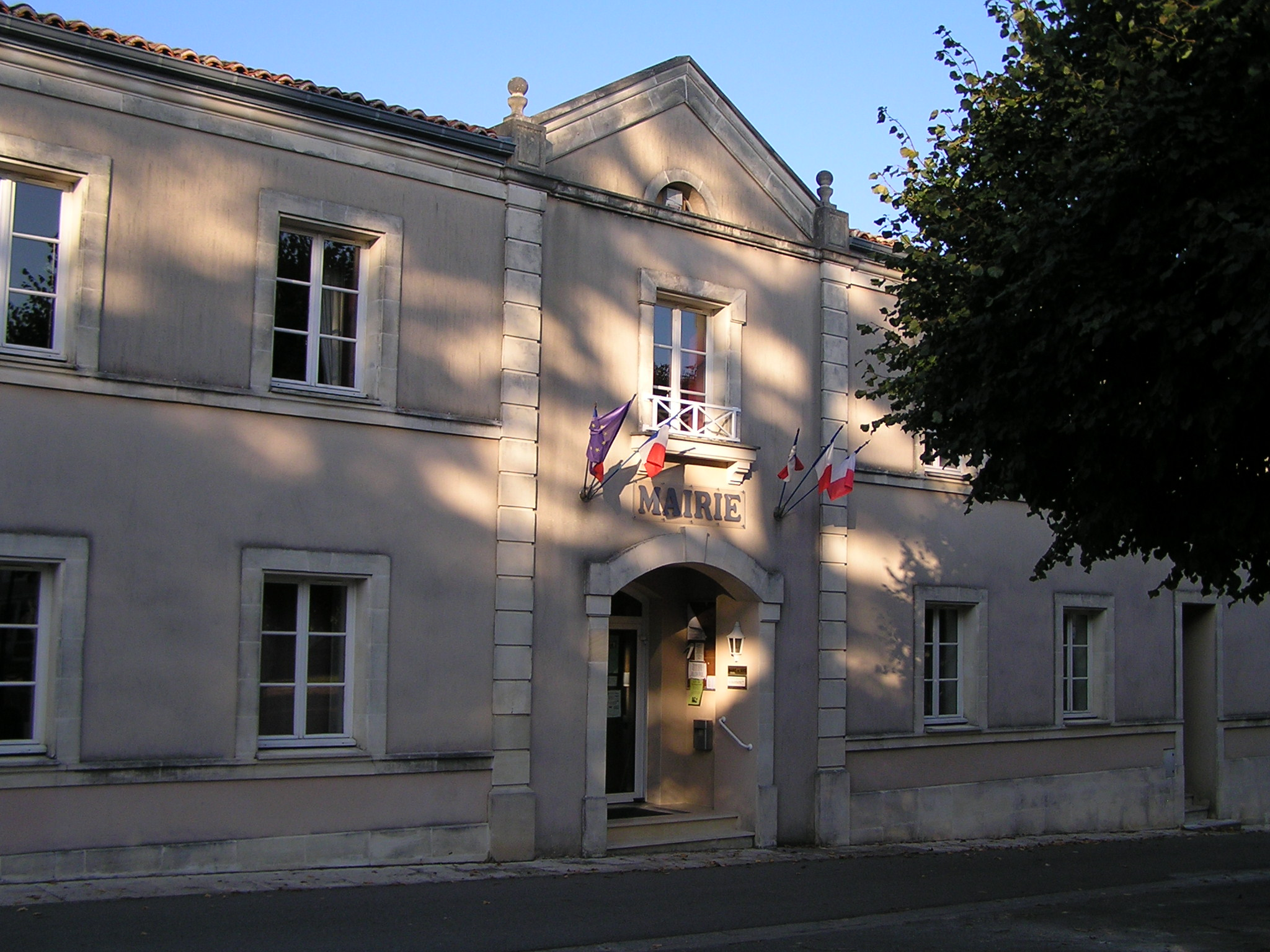
La mairie.

Le nombre d'habitants, au dernier recensement, étant compris entre 500 et 1499, le nombre de membres du conseil municipal est de 15.

## Démographie

### Évolution démographique
L'évolution du nombre d'habitants est connue à travers les recensements de la population effectués dans la commune depuis 1793. Pour les communes de moins de 10 000 habitants, une enquête de recensement portant sur toute la population est réalisée tous les cinq ans, les populations de référence des années intermédiaires étant quant à elles estimées par interpolation ou extrapolation. Pour la commune, le premier recensement exhaustif entrant dans le cadre du nouveau dispositif a été réalisé en 2004.

En 2022, la commune comptait 903 habitants, en évolution de +4,76 % par rapport à 2016 (Charente : −0,48 %, France hors Mayotte : +2,11 %).
| 1793 | 1800 | 1806 | 1821 | 1831 | 1841 | 1846 | 1851 | 1856 |
| ---- | ---- | ---- | ---- | ---- | ---- | ---- | ---- | ---- |
| 718  | 675  | 748  | 649  | 620  | 677  | 703  | 666  | 622  |

| 1861 | 1866 | 1872 | 1876 | 1881 | 1886 | 1891 | 1896 | 1901 |
| ---- | ---- | ---- | ---- | ---- | ---- | ---- | ---- | ---- |
| 623  | 634  | 583  | 549  | 586  | 578  | 749  | 543  | 549  |

| 1906 | 1911 | 1921 | 1926 | 1931 | 1936 | 1946 | 1954 | 1962 |
| ---- | ---- | ---- | ---- | ---- | ---- | ---- | ---- | ---- |
| 540  | 527  | 459  | 416  | 420  | 437  | 400  | 401  | 408  |

| 1968 | 1975 | 1982 | 1990 | 1999 | 2004 | 2006 | 2009 | 2014 |
| ---- | ---- | ---- | ---- | ---- | ---- | ---- | ---- | ---- |
| 413  | 472  | 540  | 633  | 673  | 703  | 710  | 770  | 839  |

| 2019 | 2022 | - | - | - | - | - | - | - |
| ---- | ---- | - | - | - | - | - | - | - |
| 888  | 903  | - | - | - | - | - | - | - |

### Pyramide des âges
En 2018, le taux de personnes d'un âge inférieur à 30 ans s'élève à 30,1 %, soit en dessous de la moyenne départementale (30,2 %). À l'inverse, le taux de personnes d'âge supérieur à 60 ans est de 28,1 % la même année, alors qu'il est de 32,3 % au niveau départemental.
En 2018, la commune comptait 445 hommes pour 434 femmes, soit un taux de 50,63 % d'hommes, largement supérieur au taux départemental (48,41 %).
Les pyramides des âges de la commune et du département s'établissent comme suit.
| Hommes | Classe d’âge | Femmes |
| ------ | ------------ | ------ |
| 0,2    | 90 ou +      | 0,5    |
| 6,4    | 75-89 ans    | 8,4    |
| 20,4   | 60-74 ans    | 20,1   |
| 22,0   | 45-59 ans    | 22,8   |
| 16,9   | 30-44 ans    | 22,1   |
| 12,4   | 15-29 ans    | 8,9    |
| 21,6   | 0-14 ans     | 17,1   |

| Hommes | Classe d’âge | Femmes |
| ------ | ------------ | ------ |
| 1      | 90 ou +      | 2,7    |
| 9,2    | 75-89 ans    | 12     |
| 20,6   | 60-74 ans    | 21,3   |
| 20,7   | 45-59 ans    | 20,3   |
| 16,8   | 30-44 ans    | 16     |
| 15,6   | 15-29 ans    | 13,4   |
| 16,1   | 0-14 ans     | 14,3   |

## Économie

### Agriculture
La viticulture occupe une petite partie de l'activité agricole. La commune est située dans les Bons Bois, dans la zone d'appellation d'origine contrôlée du cognac.

## Équipements, services et vie locale

### Enseignement
L'école est un RPI entre Sers et Vouzan. Sers accueille l'école primaire et Vouzan l'école élémentaire. L'école de Sers, située au bourg, comprend deux classes de maternelle et une classe d'élémentaire. Le secteur du collège est Villebois-Lavalette.

### Autres services

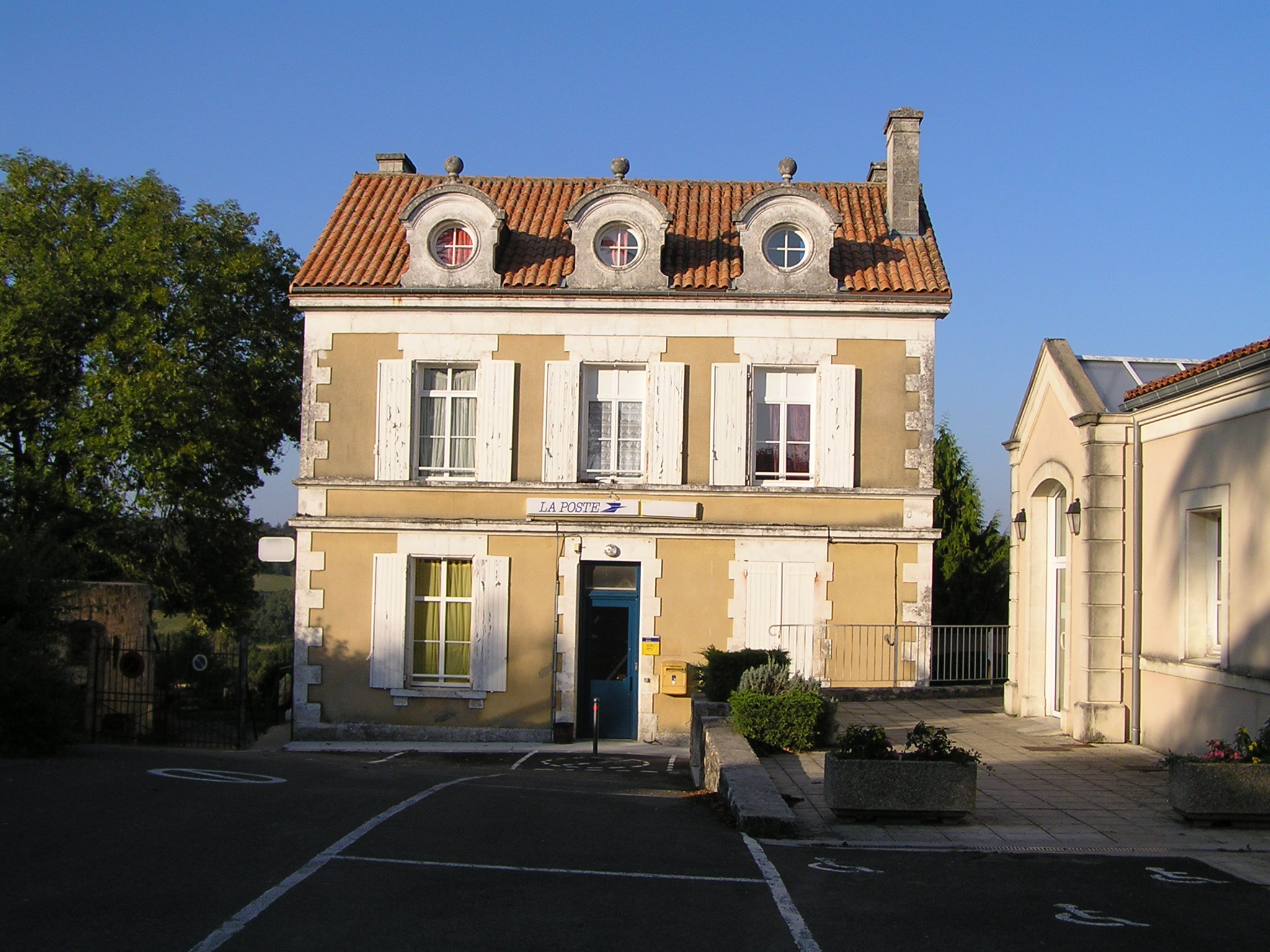
Bureau de poste.

Sers possède une poste, installée dans l'ancien presbytère.

## Lieux et monuments

### Patrimoine religieux

#### Église Saint-Pierre
L'église paroissiale Saint-Pierre du XIIe siècle a été classée monument historique le 9 juillet 1970.

L'église Saint-Pierre
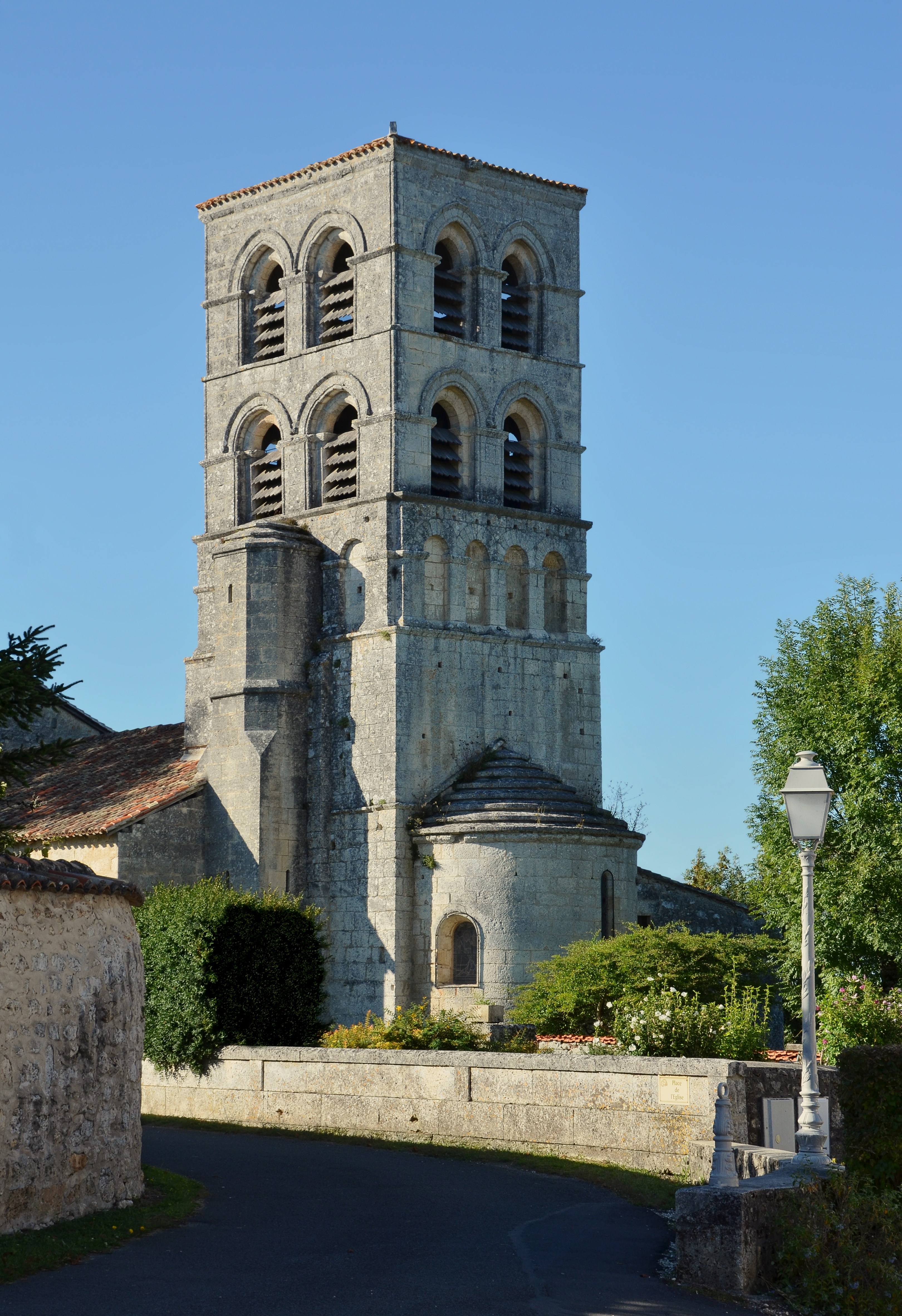
Le clocher et l'abside.
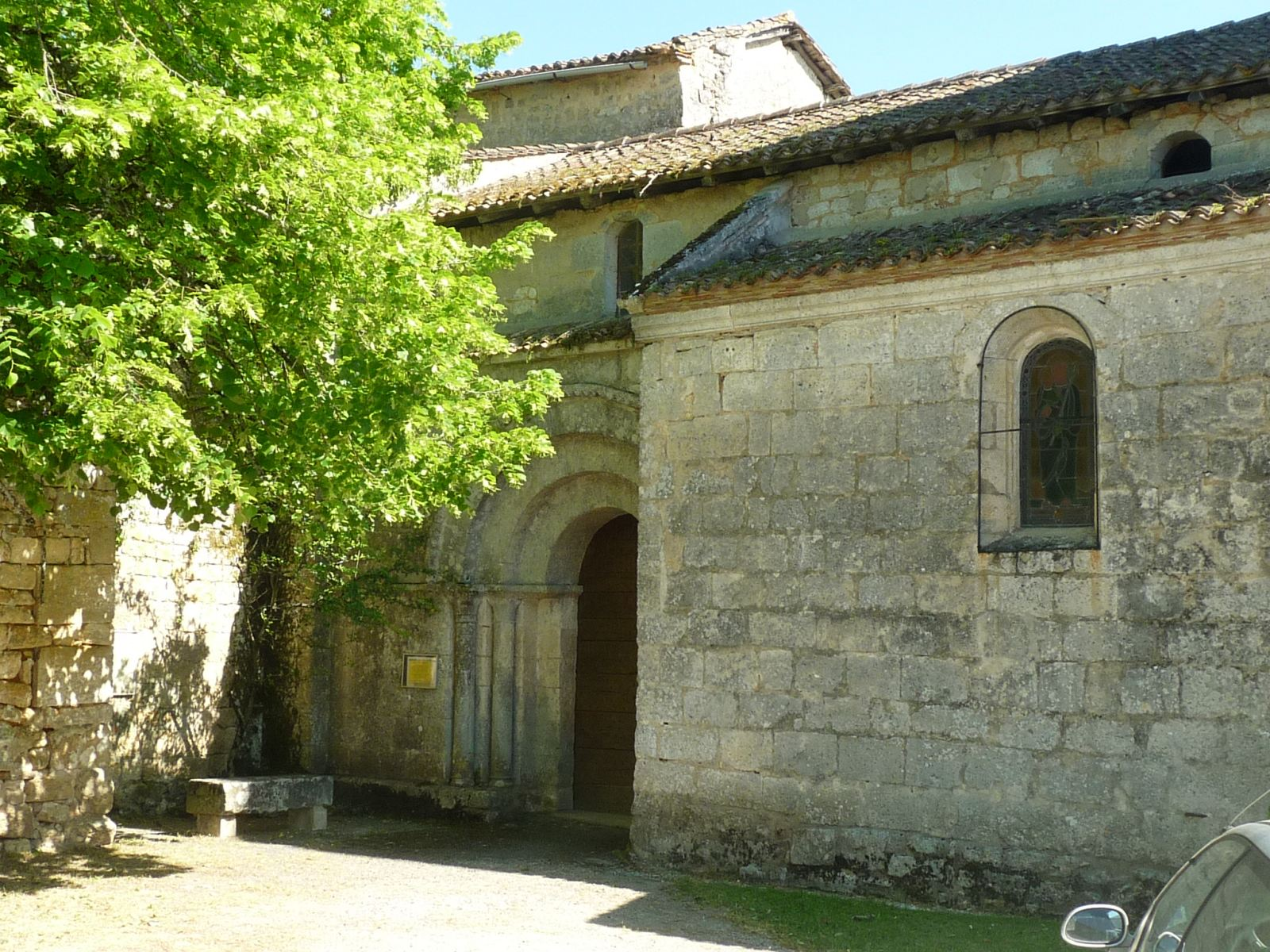
L'entrée.
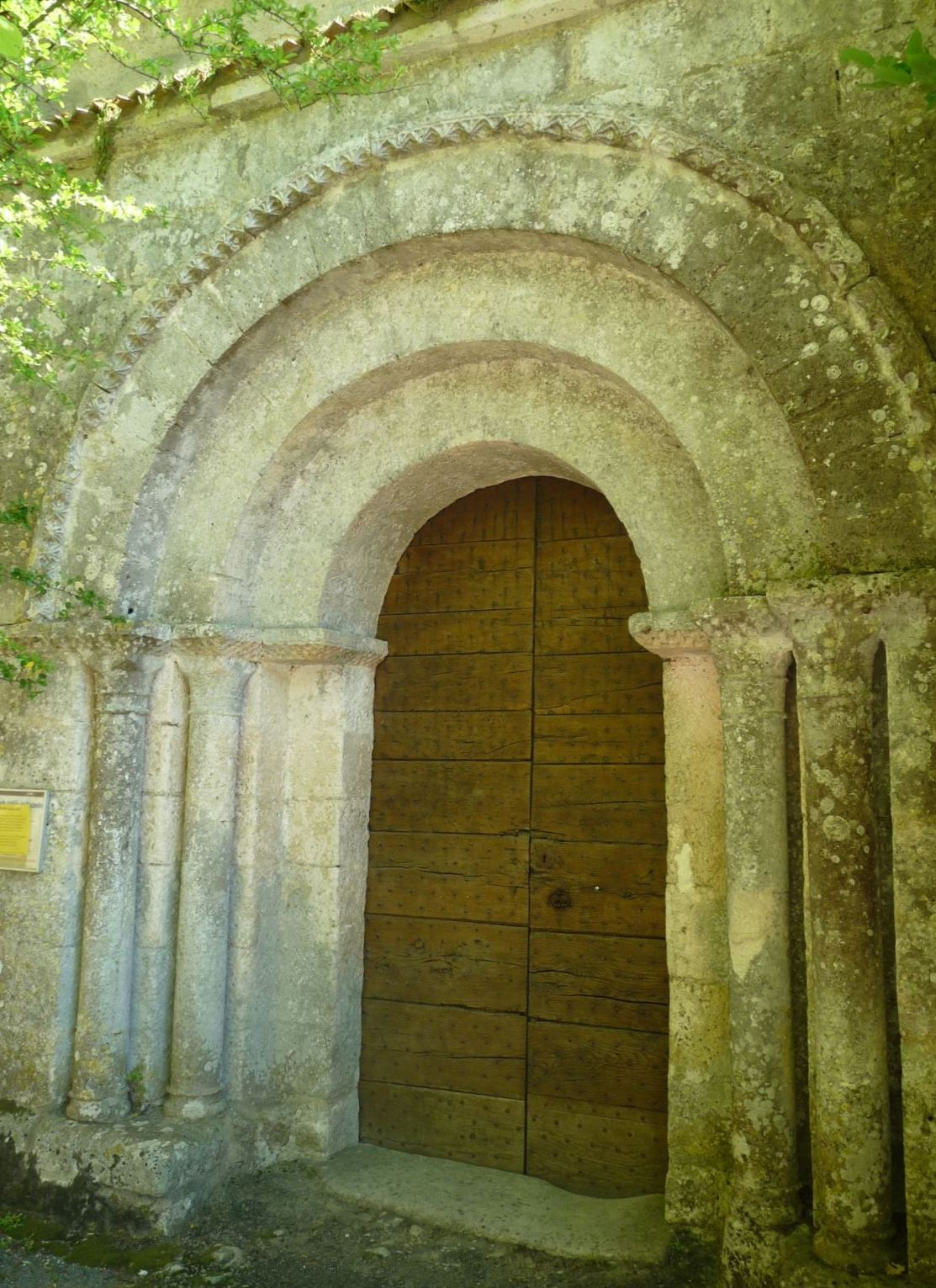
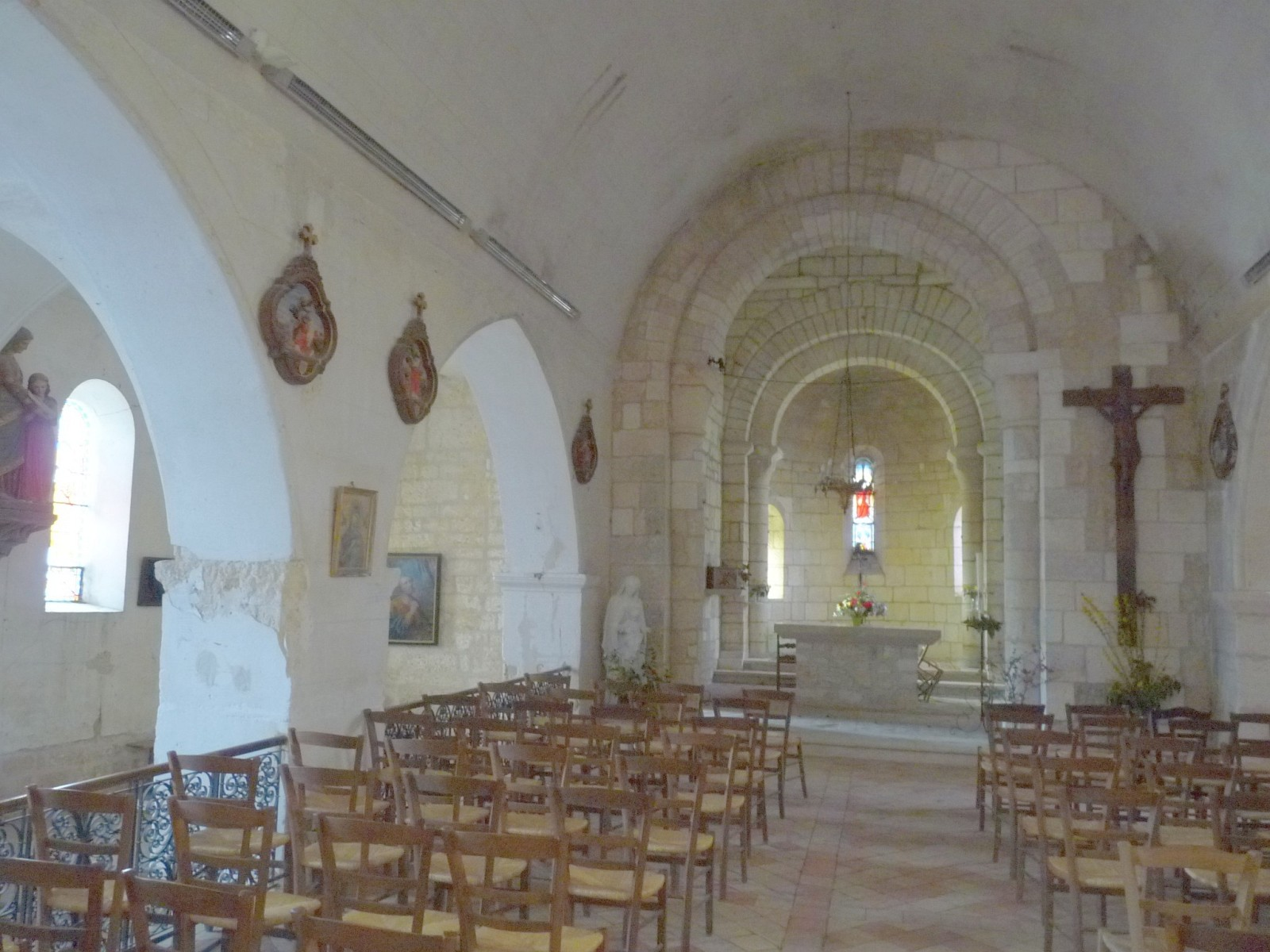
L'intérieur.

#### Ermitage de Bellevau

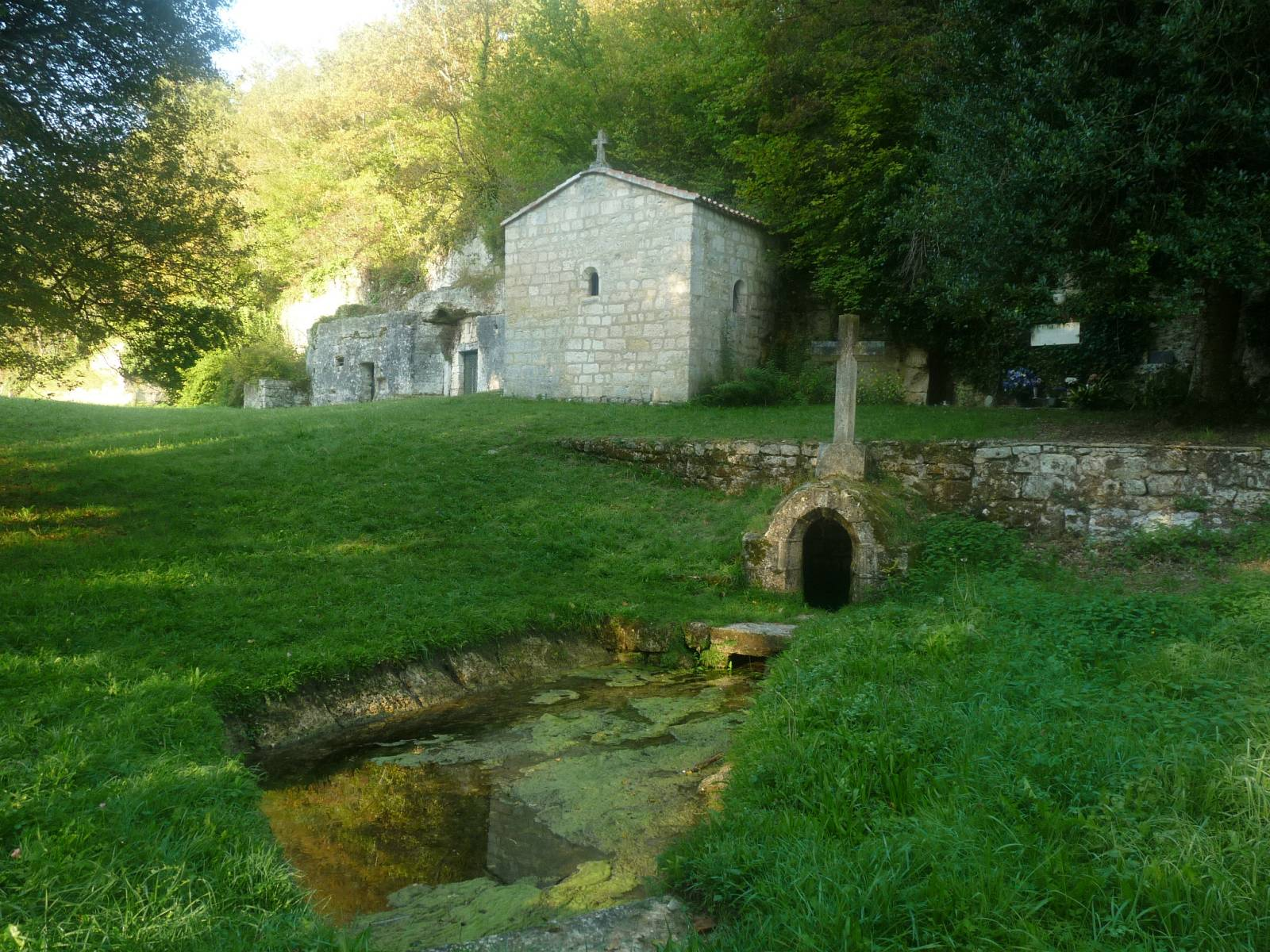
Bellevau et fontaine miraculeuse.

L'ermitage de Bellevau situé près de la vallée de l'Échelle et à la lisière de la forêt de Dirac possède une fontaine miraculeuse. Dédié à Marie, il a eu une grande affluence jusqu'au début du XXe siècle chaque été, le 15 août, depuis la Charente et le Limousin. On peut aussi y trouver des traces d'habitat creusé en partie dans la falaise (niches, silos, cheminée, fenêtre...),,.

### Patrimoine civil

#### Château de Sers
Le château, situé derrière l'église, est d'origine féodale et a appartenu aux Latour de Montalembert. Il a été remanié au XVIIIe siècle. On note la présence d'une remarquable fenêtre du XVe siècle surmontée d'un blason aux armes des Latour. Il accueille actuellement des chambres d'hôtes.

#### Logis de Nanteuil
Haut perché sur un rocher dominant la vallée de l'Échelle, le logis de Nanteuil d'origine médiévale possède une salle basse, salle voûtée intérieure au sous-sol de sa partie occidentale qui remonterait au XIVe siècle. Le logis est couronné d'un crénelage du XVIe siècle. Le logis, y compris la salle basse et la fuie (pigeonnier) au sud du château ont été inscrits monuments historiques le 14 avril 1997.

#### Roc de Sers
Le gisement préhistorique du Roc de Sers est situé dans la vallée de l'Échelle, à 2 km au sud du bourg. Il est classé monument historique depuis 1979.

#### Ancienne forge de Planche Meunier
Le haut fourneau et la grosse forge à canons situé à Planche Meunier ont été construits en 1514. Le logement patronal en moellon, à façade ordonnancée avec un étage et une couverture de tuiles plates est daté de 1713. L'actuelle grange, en moellon à couverture de tuile creuse, ancien atelier ou halle à charbon, date de vers 1760.

#### Musée
Musée Préhisto-Sers : situé au 588 rue Montalembert (rue principale de Sers), ouvert lors des « Samedis de la préhistoire » ou bien sur rendez-vous. La visite commentée retrace la chronologie de la préhistoire et le guide peut parfois vous accompagner pour commenter la visite du Roc de Sers.

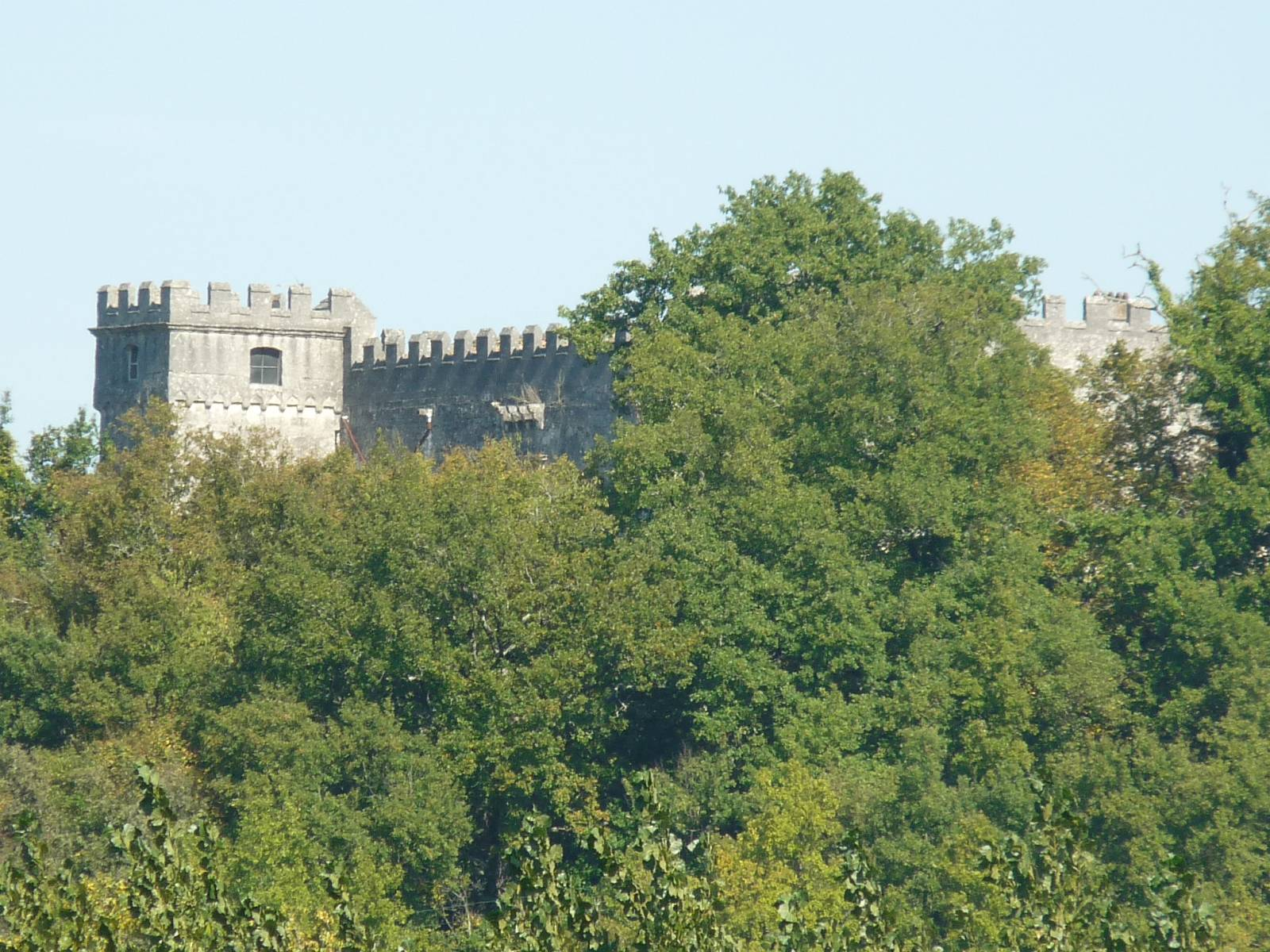
Logis de Nanteuil.
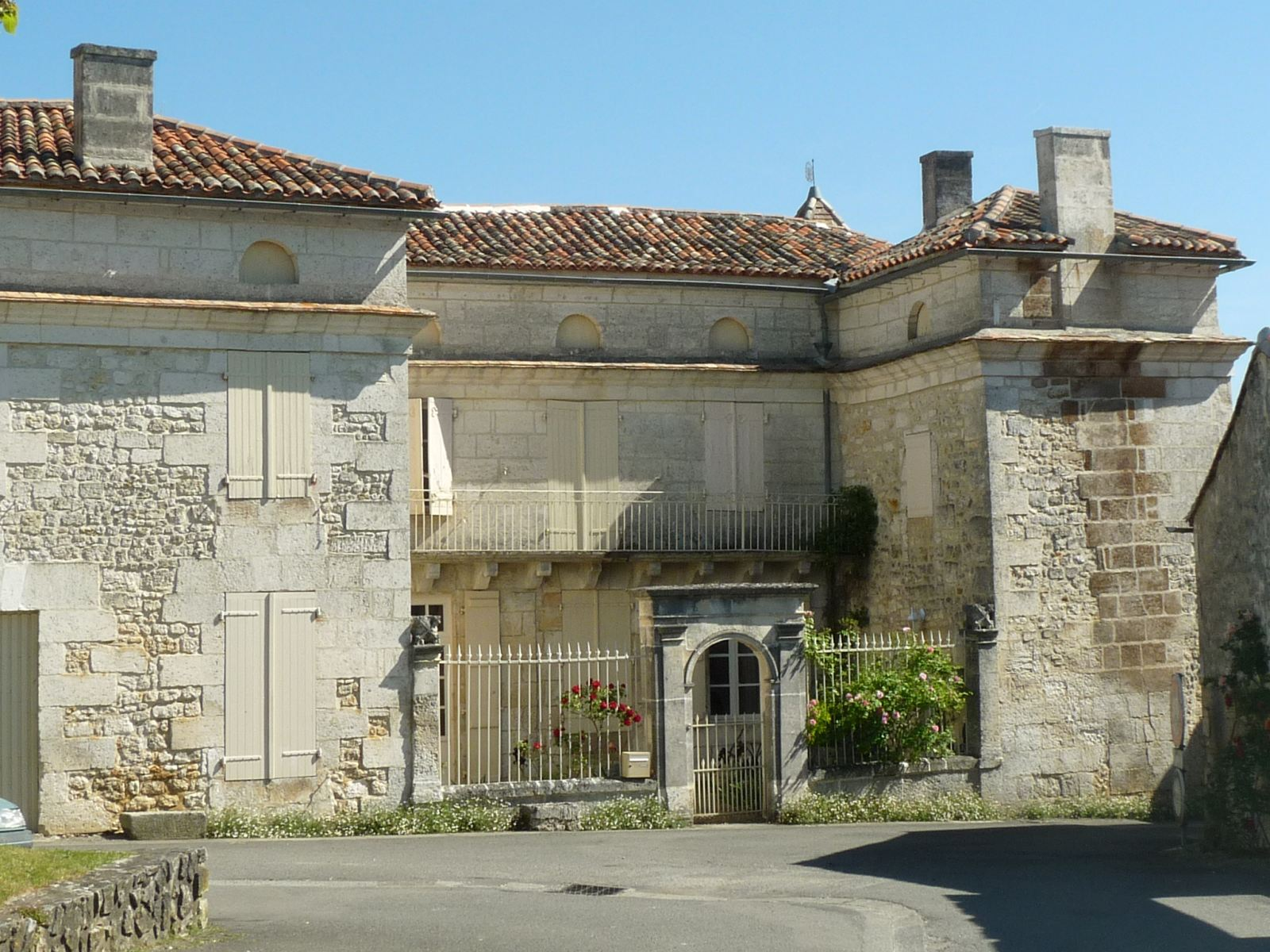
Maison, au bourg.
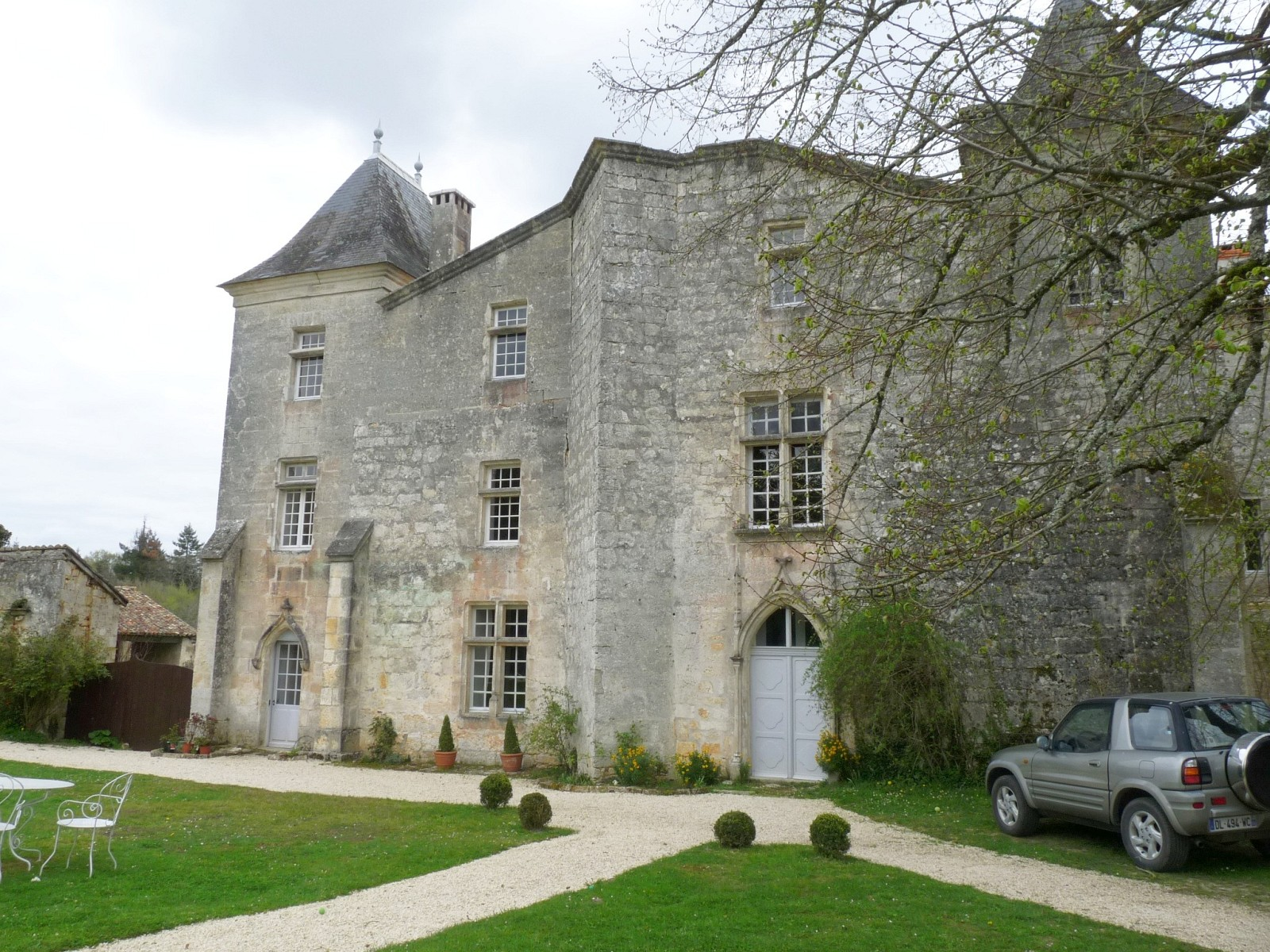
Château de Sers.